# گردباد کوچک
گردباد کوچک (The Little Whirlwind) یک فیلم کوتاه انیمیشن محصول سال ۱۹۴۱ از مجموعه آثار میکی‌ماوس است که توسط والت دیزنی در شرکت والت دیزنی تولید شده‌است و توسط آر.ک.ئو در ۱۴ فوریه ۱۹۴۱ منتشر شد. این فیلم توسط رالی تامسون کارگردانی شده‌است و انیمیشن آن توسط وارد کیمبال، فرد مور، کن موزه، جیم آرمسترانگ، لس کلارک، جان الیوت، فرد جونز، والت کلی و فرانک فولمر همراه با افکت‌های آرت فیتزپاتریک ساخته شده‌است. این ۱۱۰مین فیلم کوتاه از مجموعه فیلم‌های میکی ماوس است.